# Ciprian și Iustina
Sfinții Ciprian și Iustina este o sărbătoare prevăzută în calendarul Bisericii Ortodoxe Române și în cel al Bisericii Române Unite cu Roma pentru ziua de 2 octombrie. Sărbătoarea a fost scoasă în anul 1969 din martirologiul romano-catolic, pe motiv că nu există informații suficiente despre existența celor doi sărbătoriți. Biserica romano-catolică îl venerează în continuare pe sfântul Ciprian de Cartagina, aflat în martirologiul roman pe ziua de 14 septembrie.

## Identificare
Plasat relativ vag în sinaxarele românești ca trăind "pe vremea împărăției lui Deciu", 249 - 251, dar menționând și prezența unui "împărat Claudiu" (fie Claudius II, 268 - 270, fie Claudius Tacitus, 275-276, sau doar un guvernator dificil de identificat al Nicomediei) la uciderea lui, Sf. Ciprian s-a născut, probabil, în prima jumătate a sec. al III-lea, în Cartagina, actualul oraș Tunis, Tunisia, în nordul Africii.
Data martirizării sale presupune aceleași incertitudini, fiind plasată, în tradiția catolică, pe 26 septembrie 304 (Meier, Gabriel, "Sts. Cyprian and Justina", The Catholic Encyclopedia, Vol. 4, New York, Robert Appleton Company, 1908), la porunca împăratului Dioclețian, (284-311) dar nu este vreunul din cei doi "Claudiu" ai secolului al treilea. În tradiția răsăriteană, data martirizării este pe 2 octombrie 268 (15 octombrie, rit vechi), iar conform altor apologeți, la sfârșitul veacului al treilea. Toate sursele indică însă aceeași locație, Nicomedia, în prezent orașul İzmit din Turcia.
Deși au fost contemporani, nu trebuie confundat cu Thascius Caecilius Cyprianus, episcopul Cartaginei, martirizat în circumstanțe similare, la 14 septembrie 258.
"Sfântul Ciprian" poate fi întâlnit și în lumea vorbitoare de spaniolă și portugheză, prin contaminare cu galiciana, drept "San Cibrao".
Sărbătorit în ritul latin încă din secolul al treisprezecelea, a fost înlăturat din calendarul romano-catolic al sfinților, împreună cu Iustina, în anul 1969, din cauza lipsei de evidențe istorice. Numele lor au fost înlăturate și din lista oficială a martirologiei romane în 2001 - listă în care se regăsesc, însă, alți cinci sfinți numiți "Ciprian" și două sfinte "Iustina".
Catolicii tradiționaliști continuă să celebreze memoria acestor sfinți martiri, pe 26 septembrie.

## Origini
Legenda trebuie să se fi creat încă din secolul al patrulea, fiind menționată atât de Grigore de Nyssa, 335 - 395 cât și de Prudentius, 348 - 405/413. Ambii însă au atribuit povestea, în mod eronat, așa cum se întâmplă frecvent, ca fiind a lui Thascius Caecilius Cyprianus din Nordul Africii. Astăzi se știe că niciun episcop al Antiohiei nu a purtat numele de "Ciprian".
S-au făcut tentative de a găsi în Sf. Ciprian un prototip mistic al mitului faustian. Scriitorul spaniol Pedro Calderón de la Barca a folosit ideea ca fundament al dramei „El mágico prodigioso”.
În spațiul cultural spano-portughez circulă chiar și o carte foarte populară, Marea Carte a Sfântului Ciprian, ticsită cu un amestec de rugăciuni și ritualuri vrăjitorești.
Însă așa cum o putem afla azi, povestea ne-a ajuns prin intermediul hagiografului Symeon Logothetes (a doua parte a secolului al zecelea), care a dezvoltat un poem al împărătesei Aelia Eudochia din secolul al cincilea. Aceasta l-a cules, probabil, în timpul pelerinajelor sale care au inclus "Antiohia Siriei" din Turcia de azi.

## Ucenicia și cariera de vrăjitor
Născut din părinți cartaginezi păgâni, Ciprian servește încă din primii ani în temple ale lui "Apolon". La șapte ani Ciprian este încredințat "unor vrăjitori" pentru a învăța meșteșugul "drăceștii înțelepciuni". Când împlinește zece ani, Ciprian este trimis de părinți în Grecia, să săvârșească jertfe pe Muntele Olimp. Aici stă până la 15 ani și tot aici pare a deprinde marea parte a cunoștințelor sale, întrucât, se precizează, "acolo se afla nenumărată mulțime de idoli întru care mulți diavoli locuiau".
Abilitățile sale deja includ: "schimbarea văzduhului, pornirea vântului, slobozirea tunetelor și a ploii, tulburarea valurilor mării, stricarea răsadurilor, a grădinilor și a câmpiilor, aducerea de vătămări și răni asupra oamenilor", proiectări astrale ("A văzut acolo pe toți zeii și zeițele păgâne și felurite năluciri și vedenii"), "vrăji ca morții din morminte să vorbească" ș.a.
Slujește apoi în temple ale Herei și ale Artemisei, iar la 20 de ani ajunge în Memfis, adâncindu-se în studiul misterelor egiptene; la 30 îl găsim la caldeeni, care îl învață "să citească în stele".
Când se stabilește în Antiohia, este deja "desăvârșit în toată răutatea: vrăjitor și fermecător, pierzător de suflete, mare prieten și credincioasă slugă a stăpânitorului iadului, cu care singur față în față a vorbit și de cinste mare de la dânsul s-a învrednicit", "primind în slujirea lui un grup de diavoli" precum și promisiunea de a fi făcut "boier [între draci], după ieșirea din trup".
Aici petrece multă vreme ca "prieten al diavolilor, ale căror lucruri, toate, le făcea". Șirul grozăveniilor continuă, astfel: "a adus pe mulți oameni spre toată necurata fărădelege, pe mulți ucigându-i cu otrăvurile și cu farmecele, înjunghiind copii și copile spre jertfa diavolilor și pe mulți învățând la vrăjile sale rele; să zboare prin văzduh, să plutească cu luntrea printre nori și să umble pe ape".

## Ciprian și Iustina
Tot în Antiohia, tot în acea perioadă, trăia o tânără fecioară născută din părinți păgâni. Numele ei era Iustina, fiica lui Edesie și a Cledoniei. Într-una din zile, aude un creștin grăind "vorbe de mântuire"; odată interesul stârnit, caută și află mai multe despre Cuvântul lui Hristos, se botează și îi aduce și pe părinții ei "la credință", hotărându-și-l pe Mântuitor "drept Mire".
Aglaid, un tânăr antiohian, fiu de părinți bogați, o zărește într-o bună zi și îi cade dragă. Încearcă el în fel și chip să și-o apropie, dar tot ceea ce primește este refuzul. Astfel, apelează la marele vrăjitor, Ciprian.
Ciprian își trimite, pe rând, toți diavolii să tulbure mintea Iustinei - dar Iustina se cufundă în rugăciune și diavolii sunt alungați de semnul crucii; se transformă el însuși în femeie, apoi în pasăre, însă credința Iustinei e ca un zid de care iluziile magicianului se zdrobesc, una câte una.
Înfuriat, Ciprian trimite necazuri asupra tuturor oamenilor cetății, moarte asupra animalelor acestora și boală Iustinei. Toate se destramă, la rugăciunile fecioarei.

## Convertirea
Ciprian începe să pună la îndoială puterea "diavolilor" și încearcă să-i alunge. Aceștia vor să-l sugrume, dar el își amintește de "arma" Iustinei și, făcând, la rândul său, semnul crucii, îi învinge.
Își arde apoi toate cărțile și îi cere episcopului creștin al cetății, Antim, să îi dea Sfântul Botez. Campion al noii credințe - așa cum fusese și în studiul ocultului -, Ciprian devine, succesiv, citeț, diacon, preot iar apoi episcop; din această poziție, îi încredințează Iustinei stăreția unei mănăstiri de fecioare.

## Martiriul
Povestea spune că "diavolul" a uneltit și a provocat căderea lui Ciprian în dizgrația "ighemonului" provinciei.
Istoria prezintă "Criza celui de-al treilea secol", 235 - 284, "Ciuma lui Ciprian", 251 - 270 (după numele lui Thascius Caecilius Cyprianus, scriitor creștin timpuriu, care a descris-o), edictul din 250 al lui Decius, care a lansat prima persecuție a creștinilor și încercarea lui Dioclețian de reformare a vieții religioase, care, prin cele patru edicte din anii 303 - 304, declanșează cea mai mare prigonire din istoria imperiului împotriva acestei religii.
Judecarea Sf. Ciprian și a Sf. Iustina a început la Damasc și a continuat la Nicomedia, İzmitul actual, unde au fost și executați. Lor li s-a alăturat și cel ce avea să fie Sf. Teoctist. Consemnările religioase descriu amănunțit torturile incredibile la care au fost supuși, în general, cei care refuzau să revină la credințele politeiste.
Trupurile lor au fost duse, în secret, la Roma, unde au fost și îngropate, locul devenind scena "multor tămăduiri ale celor bolnavi care alergau acolo".

## Moaște. Biserica Zlătari
Biserica Sfântul Ciprian sau Biserica Zlătari, situată în București, pe Calea Victoriei, între străzile Stavropoleos și Lipscani, construită la jumătatea secolului al XVII-lea, în timpul domniei lui Matei Basarab, de către "zlătari" (aurari sau argintari), adăpostește o raclă cu mâna dreaptă a Sfântului Sfințitului Mucenic Ciprian. Este un loc de pelerinaj pentru credincioșii care caută aici ajutor împotriva vrăjitoriei.